# Tarek Arama
Tarek Arama est footballeur algérien né le 26 juin 1972. Il évoluait au poste de défenseur.

## Biographie
Tarek Arama joue en faveur du MO Constantine, puis du CS Constantine. Il joue ensuite avec le CA Batna, avant de retourner au CS Constantine pour y finir sa carrière.

## Palmarès

### Autant que joueur
- Champion d'Algérie en 1997 avec le CS Constantine[3].
- Accession en Ligue 1 en 2000 et 2004 avec le CS Constantine.
- Finaliste du Tournoi Black Stars en 1997 avec le CS Constantine.

### Dirigeant sportif
- Champion d'Algérie en 2018 avec le CS Constantine.
- Finaliste de la supercoupe d'Algérie en 2018 avec le CS Constantine.